# Општина Синешти (Јаши)
Синешти (рум. Sineşti) општина је у Румунији у округу Јаши.
Oпштина се налази на надморској висини од 127 m.